# Dipartimento di Louga
Il dipartimento di Louga (fr. Département de Louga) è un dipartimento del Senegal, appartenente alla regione di Louga. Il capoluogo è la città di Louga.
Il dipartimento si estende su una zona pianeggiante nella parte occidentale della regione di Louga; si affaccia ad ovest per un tratto sulla Grande Côte.
Il dipartimento di Louga comprende un comune (Louga, il capoluogo) e 4 arrondissement, a loro volta suddivisi in 15 comunità rurali:
- Coki
- Keur Momar Sarr
- Mbédiène
- Sakal